# Todo por nada (película de 1968)
Todo por nada es una película mexicana rodada en 1968, perteneciente al género western, dirigida por Alberto Mariscal y protagonizada por Mario Almada y Fernando Almada. Esta película le valió a Mario Almada el premio de Revelación del Año en los premios Diosa de Plata. Y este film, en el que los hermanos Almada también se desempeñaron como productores, ganó en total ocho Diosas de Plata.

## Trama
Un grupo de asesinos toman por asalto una tranquila granja donde abusan de las mujeres y después dan muerte a todos los integrantes. Sin saberlo, desatan la más feroz de las venganzas, de parte de los dos hermanos sobrevivientes.

## Reparto
- Fernando Almada como Fernando
- Narciso Busquets como Alberto Tejeda
- Irma Lozano como Graciela
- Pedro Armendáriz Jr. como Pedro
- Laura Castro como Ana María
- Chano Urueta como Nicolás
- Consuelo Frank como Teresa
- Carlos Ancira como Almacenista
- Manuel Bravo
- John Kelly
- Rogelio Gaona
- Penélope como Muchacha del almacén
- Mario Almada como Mario
- Bruno Rey como Bruno
- Jorge Russek como Allen Lucero
- Jorge Patiño
- Honorato Magaloni (Ignacio Magaloni)
- Horacio Almada
- Manuel Cárdenas
- Jorge Bekris
- Víctor Eberg
- Víctor Villauchi
- Tinieblas (Manuel Leal)
- Rolando Arce
- Eric del Castillo como Mendoza
- Hernando Name
- Luis Gómez
- Adalberto Arvizu
- Arturo Rodríguez
- Roberto Iglesias
- Octavio Herrera
- Rubén Iglesias
- Sergio Bustamante como Johnny